# Allied Land Forces Central Europe
Allied Land Forces Central Europe (LANDCENT) bezeichnet zwei Kommandobehörden der NATO für die Landstreitkräfte in Mitteleuropa. Das erste LANDCENT wurde während des Kalten Krieges geschaffen und bestand von 1951 bis 1966. Ein neues LANDCENT wurde 1993 mit Hauptquartier in Heidelberg geschaffen, das bis ins Jahr 2000 bestand, als es ins Joint Headquarters Centre (JHQ CENT) umgewandelt wurde.

## Geschichte

### 1951–1966
Die Aufstellung des Hauptquartiers LANDCENT geht auf die Gründungszeit der NATO zurück, die 1949 mit dem Nordatlantikvertrag ins Leben gerufen wurde. Zum Jahresbeginn 1951 trat US-General Dwight D. Eisenhower, der bereits im Zweiten Weltkrieg das Supreme Headquarters Allied Expeditionary Force geführt hatte, seinen Posten als erster Supreme Allied Commander Europe (SACEUR) an und wurde mit der Planung einer Kommandostruktur für die Verteidigung Westeuropas betraut. Gemeinsam mit der Planungsgruppe seines Hauptquartiers, des Supreme Headquarters Allied Powers Europe (SHAPE), entwarf er eine Gliederung der Zuständigkeitsbereiche mit drei geographischen Regionen: Nordeuropa mit den skandinavischen Ländern sowie der Nord- und Ostsee, Mitteleuropa mit dem westlichen Teil Mitteleuropas und Südeuropa mit Italien und dem Mittelmeer. Während die beiden äußeren Regionen jeweils von einem Oberbefehlshaber (engl.: Commander-in-Chief, kurz CINC), nämlich dem CINCNORTH und CINCSOUTH, geführt wurden, wurden für das mittlere Gebiet, in dem die Masse der NATO-Truppen stationiert war, drei Oberbefehlshaber eingesetzt, die wie der CINCNORTH und der CINCSOUTH dem SACEUR direkt unterstanden: CINCAIRCENT für die Luftstreitkräfte, CINCLANDCENT für die Landstreitkräfte und FLAGCENT für die Marinestreitkräfte.
Dem CINCLANDCENT würden die Northern Army Group (NORTHAG) und die Central Army Group (CENTAG) unterstellt werden. Die beiden Heeresgruppen basierten jeweils auf der Britischen Rheinarmee (BAOR) und der United States Army Europe (USAREUR), ergänzt durch Verbände weiterer Verbündeter. Das Kommando als CINCLANDCENT sollte ein Franzose führen, das Hauptquartier wurde in Fontainebleau bei Paris eingerichtet.
Eisenhowers Nachfolger als SACEUR ab 1952, Matthew B. Ridgway, setzte 1953 die Berufung eines einzigen CINCENT anstelle der bisherigen Dreiteilung und damit die Anpassung an die Kommandostrukturen des AFNORTH und AFSOUTH durch. Anstelle eines CINCLANDCENT wurde ein COMLANDCENT berufen, der dem CINCENT unterstellt wurde. Ursprünglich wurde dieser Posten ebenfalls von einem Franzosen bekleidet (Marcel Carpentier, 1953–1957), nach der Integration der Bundeswehr in das Bündnis ab 1957 bis 1966 von einem Deutschen (die beiden deutschen COMLANDCENTs waren Hans Speidel 1957–1963 und Johann Adolf Graf von Kielmansegg 1963–1966).
Nach dem Rückzug Frankreichs aus den NATO-Befehlsstrukturen 1966 wurden die Posten des COMLANDCENT und COMAIRCENT abgeschafft und ihre Aufgaben dem CINCENT übertragen (der Befehlsbereich NAVCENT war bereits 1962 durch das Allied Command Baltic Approaches ersetzt worden). Das Hauptquartier AFCENT zog 1967 nach Brunssum in den Niederlanden um.

### 1993–2000
Das zweite Hauptquartier LANDCENT hatte seinen Sitz in den Campbell Barracks in Heidelberg. Es entstand 1993 und ersetzte die Central Army Group (CENTAG) und Fourth Allied Tactical Air Force (4 ATAF) der NATO. Übergeordnete Behörde war das Regional Command Allied Forces Northern Europe (RC AFNORTH), welches 2004 ins Allied Joint Force Command Brunssum (JFC Brunssum) umbenannt wurde.
Im Jahr 2000 wurde LANDCENT ins JHQ CENT (Joint Headquarters Centre Heidelberg) umstrukturiert, 2004 wiederum ins CC-Land HQ HD (Component Command-Land Headquarters, Heidelberg) und 2010 ins HQ FC HD (Headquarters Allied Force Command Heidelberg). Am 1. April 2013 wurde das Kommando aufgelöst.